# Statskuppen i Turkiet 1980
Statskuppen i Turkiet 1980 (turkiska: 12 Eylül Darbesi) utfördes den 12 september 1980 av Turkiets militär ledd av generalstabschef Kenan Evren, som i samband med kuppen också blev Turkiets president. 50 personer avrättades direkt och 500 000 arresterades, varav hundratals dog i fängelse.
Statskuppen var den tredje i Republiken Turkiets historia, efter statskupperna 1960 och 1971.
Statskuppen motiverades med att militären ville återställa ordningen efter en period av politiskt våld (1976–1980) mellan extremvänstern, extremhögern (Grå vargarna), de islamistiska militanta grupperna och staten. Under de kommande tre åren styrde Turkiets militär landet genom Nationella säkerhetsrådet, innan en begränsad demokrati återställdes med parlamentsvalet 1983. Denna period innebar en intensifiering av landets turkiska nationalism, inklusive en skärpning av förbudet mot det kurdiska språket.

### Fotnoter
1. ↑  ”Turkey gives life sentences to surviving 1980 coup leaders” (på engelska). BBC. 18 juni 2014. http://www.bbc.com/news/world-europe-27913560. Läst 13 oktober 2015.
2. ↑  ”Erdogan and his generals” (på engelska). BBC. 2 februari 2013. http://www.economist.com/news/europe/21571147-once-all-powerful-turkish-armed-forces-are-cowed-if-not-quite-impotent-erdogan-and-his. Läst 13 oktober 2015.
3. ↑  ”Turkey's 1980 military coup leaders stand trial” (på engelska). BBC. 4 april 2012. http://www.bbc.com/news/world-europe-17605966. Läst 13 oktober 2015.
4. ↑  ”STAR - Haberler, Son Dakika, Haber, Son Dakika Haberleri” (på turkiska). Star.com.tr. https://www.star.com.tr/. Läst 28 juli 2025.
5. ↑  Zürcher, Erik Jan (2004). Turkey: a modern history (Third edition). Zed Books. sid. 263. ISBN 978-1-85043-399-6. Läst 28 juli 2025
6. ↑  Naylor, R. T. (2004). Hot money and the politics of debt (3rd ed). McGill-Queen's University Press. sid. 94. ISBN 978-0-7735-2743-0. Läst 28 juli 2025
7. ↑  Amnesty International, red (1988). Turkey. Amnesty International briefing. sid. 1. ISBN 978-0-86210-156-5. Läst 28 juli 2025
8. ↑  ”Turkey’s Kurdish Conflict and Retreat From Democracy” (på engelska). Carnegie Endowment for International Peace. https://carnegieendowment.org/research/2017/07/turkeys-kurdish-conflict-and-retreat-from-democracy?lang=en. Läst 28 juli 2025.
9. ↑  By  CNN's Simon Hooper. ”PKK's decades of violent struggle - CNN.com” (på engelska). edition.cnn.com. Arkiverad från originalet den 3 juni 2025. http://web.archive.org/web/20250603214824/https://edition.cnn.com/2007/WORLD/europe/10/10/pkk.profile/index.html. Läst 28 juli 2025.
10. ↑  HotNewsTurkey Staff (21 oktober 2008). ”Turkey’s DTP says 1980 coup waged “cultural genocide” on Kurds” (på turkiska). www.hurriyet.com.tr. https://www.hurriyet.com.tr/gundem/turkey-s-dtp-says-1980-coup-waged-cultural-genocide-on-kurds-10172187. Läst 28 juli 2025.
11. ↑  Mehmet Şerif Derince: ”A break or continuity? Turkey's politics of Kurdish language in the new millennium”, Dialectical Anthropology, volym 37 nummer 1 2013, sidorna 145–152